# Propinquidade
Na psicologia social, propinquidade (do latim propinquitas,''proximidade'') é um dos principais fatores a levar à atração interpessoal. Refere-se à proximidade física ou psicológica entre pessoas. Propinquidade pode significar proximidade física, parentesco entre pessoas ou semelhança de natureza entre coisas. Duas pessoas vivendo no mesmo andar de um prédio, por exemplo, têm uma maior propinquidade que aquelas vivendo em andares diferentes, tal como duas pessoas com convicções políticas possuem uma propinquidade maior que aquelas cujas convicções diferem bastante. Conforme Jeremy Bentham, propinquidade também é um dos fatores usados para medir a quantia de prazer utilitário num método conhecido como felicific calculus.

## Efeito propínquo
O efeito propínquo é a tendência das pessoas de formar amizades ou relacionamentos românticos com aqueles com quem interagem com frequência, criando um laço entre sujeito e amigo. Propinquidade ocupacional, baseada na carreira da pessoa, também é comumente vista como um fator na seleção do(a) parceiro(a). Interações no local de trabalho são frequentes e isso é muitas vezes indicador-chave de por que relacionamentos estreitos podem facilmente se formar nesse tipo de ambiente. Noutras palavras, relacionamentos tendem a se formar entre aqueles que tem alta propinquidade. Isso foi primeiramente teorizado pelos psicólogos Leon Festinger, Stanley Schachter e Kurt Back, no que veio a ser chamado de Westgate studies, conduzidos no MIT (1950). O típico diagrama de Euler usado para representar o efeito propínquo situa-se abaixo, no qual U = universo, A = conjunto A, B = conjunto B e S = semelhança: 
Os conjuntos são basicamente qualquer temática relevante sobre uma pessoa, pessoas ou outros, dependendo do contexto. Propinquidade pode ser mais que distância física. Moradores de um prédio vivendo perto da escada, por exemplo, tendem a ter mais amigos de outros andares que aqueles vivendo longe dela. O efeito propínquo é geralmente explicado pelo efeito da mera exposição, o qual afirma que quanto maior a exposição a um estímulo mais agradável ele se torna. 
Num estudo sobre atração interpessoal (Piercey and Piercey, 1972), 23 estudantes de psicologia graduados, todos da mesma classe, submeteram-se a 9 horas de treino sensitivo em dois grupos. Era-lhes dado pré e pós-testes para pontuar suas atitudes positivas e negativas para com cada membro de classe. Membros do mesmo grupo se avaliaram melhor no pós-teste do que avaliaram os membros doutro grupo em ambos pré e pós-teste, e membros de seu próprio grupo no pré-teste. Os resultados indicam que 9 horas de treinamento sensitivo aumentaram a exposição dos estudantes do mesmo grupo a eles próprios, dessarte tornaram-se mais agradáveis entre si. 
Propinquidade é um dos efeitos usados para estudar dinâmicas de grupo. Por exemplo, houve um estudo britânico feito em mulheres imigrantes irlandesas para observar como elas interagiriam em seus novos ambientes (Ryan, 2007). Tal estudo mostrou que havia certas pessoas de quem essas mulheres viraram amigas mais facilmente que outras, como colegas de classe e de trabalho e vizinhos, um resultado de interesses compartilhados, situações comuns e interação constante. Para mulheres que ainda se sentiram deslocadas quando começaram a vida num novo lugar, parir crianças permitiu a diferentes laços ser formados, laços com outras mães. Tendo filhos ligeiramente mais velhos participando de atividades como clubes e times escolares também permitiram às ''redes sociais'' crescer, dando às mulheres uma base de apoio forte. 

## Tipos de propinquidade
Há vários tipos de propinquidade, variando de: propinquidade industrial/ocupacional, em que pessoas similares trabalhando na mesma área tendem a se atrair; propinquidade residencial, em que pessoas vivendo no mesmo local tendem a se aproximar; propinquidade de conhecidos, uma forma de proximidade existente quando amigos tendem a ter um vínculo especial de atração interpessoal. Muitos estudos foram realizados para estimar as várias propinquidades e seus efeitos no casamento.

## Propinquidade virtual
A introdução das mensagens instantâneas e videoconferência reduziu os efeitos da propinquidade. Interações online tem facilitado relações próximas com pessoas apesar da falta de presença material. Isso permite a uma propinquidade virtual nocional trabalhar em relacionamentos virtuais nos quais pessoas se conectam virtualmente. Porém, pesquisas que vieram depois do desenvolvimento da internet e do email mostram que distância física ainda é prognosticador de contato, amizade, interação e influência. 